# Machimus coerulescens
Machimus coerulescens là một loài ruồi trong họ Asilidae. Machimus coerulescens được Ricardo miêu tả năm 1919. Loài này phân bố ở miền Ấn Độ - Mã Lai.